# Grecanje
Grecanje je precizna ručna metoda obrade metala odvajanjem strugotine, koja se koristi za točnost i preciznost završne obrade. Grecanje omogućuje odvajanje malih dijelića metala od površine ručnim alatom, posebno načinjenim za tu obradu. Primjenjuje se za obradu visokopreciznih površina vodilica i saonica alatnih strojeva, alatnih površina, ravnih ploha, kružnih površina kliznih ležajeva od bronce. Najčešća su tri tipa ručnog alata za grecanje:
- jednorezno grecalo: alat sličan dlijetu koristi se za grecanje ravnih površina, najčešće za pripasivanje, kod koje površina jednog dijela mora "savršeno" odgovarati na drugu, kliziti jedna po drugoj ili samo kao dekorativni dio;
- trokrako grecalo: alat koje se koristi za skidanje srha s rupa i za grecanje čahura kliznih ležajeva, koji su najčešće napravljeni od bronce ili nekih vrsta bijele kovine (legura za ležajeve);
- zaobljeno grecalo: alat za obradu dubokih blazinica kliznih ležaja.

Grecanje je jedina metoda koja može originalnu ravnu površinu jednog dijela stroja prenijeti na drugu, s velikom točnošću. Ostali načini obrade, kao brušenje ili lepanje, ne mogu prenijeti takvu točnost na veliku daljinu (površinu).

## Ručna obrada
Ručna obrada je obrada materijala koja koristi alat uz snagu mišića. Alat je sredstvo kojim mijenjamo oblik sirovcu, dok se za upravljanje alatom radnik koristi svojom snagom. Osnovni element svih alata za obradu skidanjem strugotine je klin. On svojim vrhom ulazi u materijal i odvaja mu sitne dijelove (strugotinu) ili ga samo dijeli (sječe, razdvaja). To ovisi o smjeru ulaza klina u materijal.